# 웨이양구 (양저우시)

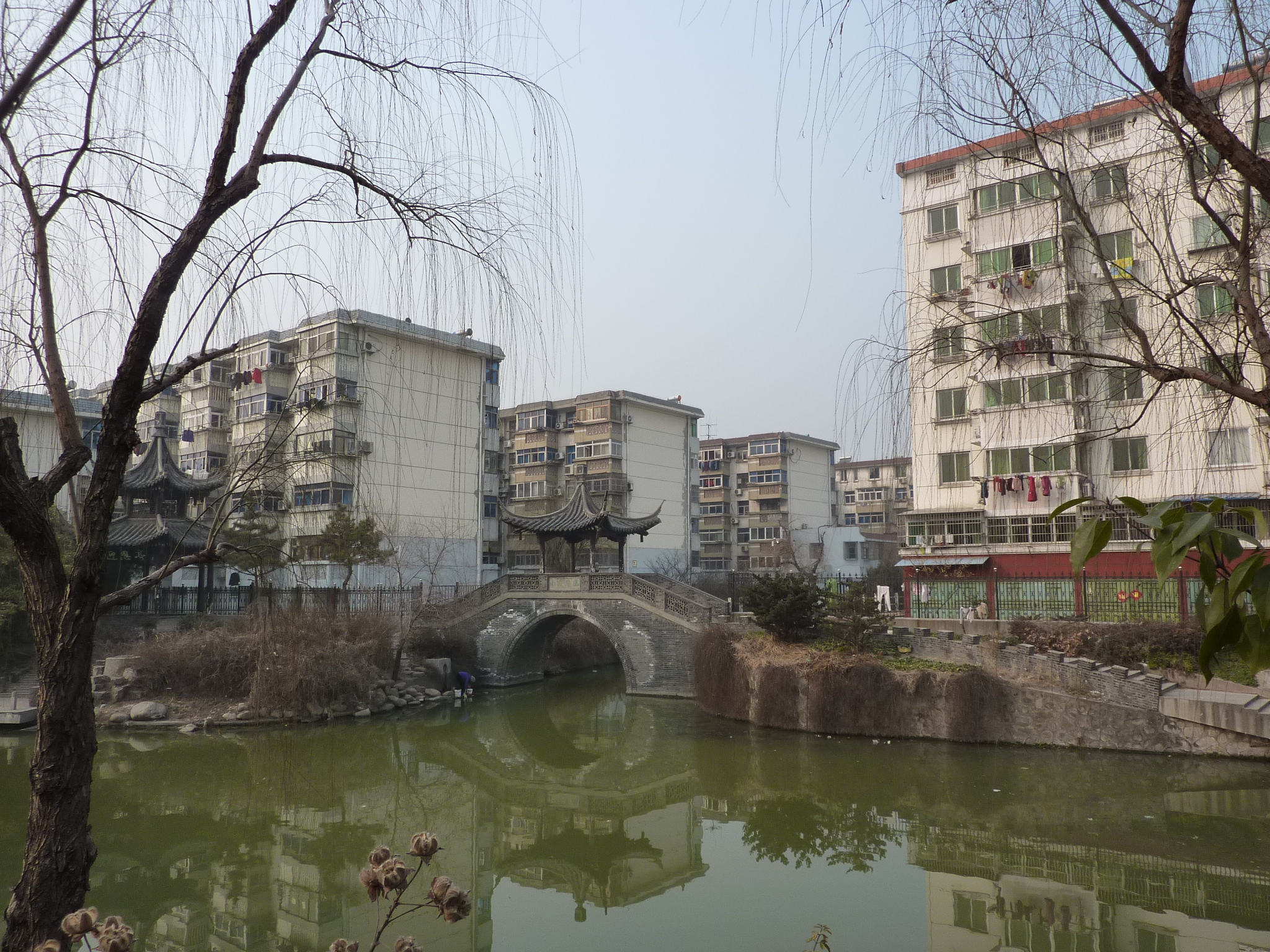

웨이양구(한국어: 유양구, 중국어: 维扬区, 병음: Wéiyáng Qū)는 중화인민공화국 장쑤성 양저우 시의 현급 행정구역이다. 넓이는 87km2이고, 인구는 2007년 기준으로 280,000명이다.

## 행정 구역
3개 가도, 1개 진, 3개 향을 관할한다.
- 가도:
  - 双桥街道
  - 梅岭街道
  - 甘泉街道
- 진: 西湖镇
- 향:
  - 双桥乡
  - 城北乡
  - 平山乡